# Sitio web de cashback
Los sitios web de cashback (devolución de dinero) son aquellos sitios web que pagan a los usuarios que realizan la compra de un servicio o producto, parte de los ingresos obtenidos en programas de afiliación.

## Como funciona
Los sitios de cashback establecen acuerdos con sitios afiliados, estos acuerdos consisten en llevar usuarios a determinados sitios con el fin de que realicen una venta a cambio de un porcentaje de comisión por venta. Esta práctica se realiza de forma normal en el sector y se conoce como marketing de afiliación.
La novedad que incorpora el cashback es el reparto de esta comisión con el usuario final. Es decir, los sitios de cashback reparten sus ingresos en programas de afiliación con los usuarios finales, intentando conseguir así el mayor número de ventas a través de ellos.
En algunas ocasiones, existen páginas de afiliados que ofrecen tanto códigos de descuento como cashback, o simplemente existe una sinergia entre dos partners diferentes.

## Aplicaciones de cashback
También han surgido aplicaciones móviles que cumplen la misma función. Mientras que la mayoría de aplicaciones funcionan con acuerdos de afiliación similares a los de sitios web de cashback, también han surgido aplicaciones que incluyen funciones adicionales. Por ejemplo, algunas de estas aplicaciones permiten recibir descuentos por la compra de determinados productos en tiendas físicas. Para probar que ha comprado el producto, el usuario normalmente tiene que fotografiar el recibo de compra con su teléfono inteligente. Sin embargo, en otros casos, puede conectar los datos de su tarjeta bancaria, para que el servicio detecte automáticamente la compra y añada el saldo correspondiente.